# Guy Le Rumeur
Guy Louis Le Rumeur (né le 12 novembre 1901 à Merdrignac et décédé le 28 décembre 2003 à Angers ; connu sous le nom de plume de Claude Fillieux) est un officier et écrivain français célèbre pour ses livres sur la spiritualité catholique, notamment les apparitions mariales, ainsi que sur l'ethnologie des anciennes colonies françaises comme le Cambodge, la Mauritanie ou le Tchad.

## Biographie
Guy Le Rumeur est né à Merdrignac le 12 novembre 1901. Il entre à l'École spéciale militaire de Saint-Cyr en 1921 à l'âge de 18 ans. Il se lance alors dans une carrière d'officier dans le protectorat français au Cambodge et les colonies françaises du Tchad, de la Mauritanie et du Niger. Au cours de ses différentes missions, il s'est rendu à plusieurs reprises dans le désert du Sahara. Il occupe le poste de commandant du groupe nomade de Tahoua au Niger dans les années 1930. Il fait alors de nombreuses découvertes du néolithique dans le désert au nord de Tahoua dont il fait don au Musée d'ethnographie du Trocadéro. Par la suite, il est promu au grade de colonel.
Le Rumeur a écrit sur les régions dans lesquelles il a travaillé comme officier colonial. Pour son livre Le Grand méhariste, paru en 1955, qui retrace la vie saharienne du capitaine Charles Le Cocq, il reçoit le Grand Prix de littérature de l'Afrique-Occidentale française, et pour son livre Le Sahara avant le pétrole, paru en 1960, le Grand Prix de littérature du Sahara. Après le traumatisme des évènements de mai 1968, il a vécu une intense conversion spirituelle et consacré sa vie à la diffusion de la foi chrétienne, et publié plusieurs ouvrages sur la spiritualité catholique, y compris des rapports sur les apparitions de la Vierge Marie non encore reconnues par l'Église catholique - notamment à Kerizinen, un hameau de la commune de Plounévez-Lochrist en Bretagne. En 1991, il a publié un ultime ouvrage d'ethnologie à partir de ses souvenirs dans le désert du Tchad.
Guy Le Rumeur est décédé le 28 décembre 2003 à Angers à l'âge de 102 ans.

## Œuvres
Ethnologie
- 1942 : L’Imprévu dans les dunes. Imprimerie d'Extrême-Orient, Hanoï.
- 1944 : L’Âme de Sirré Somba. Imprimerie d'Extrême-Orient, Hanoi. (sous le pseudonyme de Claude Fillieux)
- 1955 : Le Grand Méhariste. Avec une préface de Joseph Peyré. Berger-Levrault, Paris.
- 1960 : Le Sahara avant le pétrole. Société Continentale d’Éditions Modernes Illustrées, Paris.
- 1960 : La République islamique de Mauritanie. La Documentation française, Paris.
- 1962 : Merveilleux Cambodge. Société Continentale d’Éditions Modernes Illustrées, Paris. (sous le pseudonyme de Claude Fillieux)
- 1963 : Enchantement des Antilles. Société Continentale d’Éditions Modernes Illustrées, Paris.
- 1991 : Méhariste et Chef de poste au Tchad. L’Harmattan, Paris  (ISBN 2-7384-1052-9).

Spiritualité chrétienne
- 1969 : Les Apparitions de Kerizinen. Auto-édition, Argenton-L’Eglise.
- 1970 : Apocalypse mariale. La Salette, Fatima, Kerizinen, Garabandal, San Damiano. Auto-édition, Argenton-L’Eglise.
- 1970 : Garabandal. Auto-édition, Argenton-L’Eglise.
- 1971 : La Grande Hérésie. Auto-édition, Argenton-L’Eglise.
- 1974 : Marie et la Grande Hérésie. Auto-édition, Argenton-L’Eglise.
- 1976 : Notre-Dame et Kérizinen. Auto-édition, Argenton-L’Eglise.
- 1978 : Notre-Dame du Carmel à Garabandal. Auto-édition, Argenton-L’Eglise.
- 1981 : La Révolte des hommes et l’Heure de Marie. Auto-édition, Argenton-L’Eglise.
- 1983 : Confusion et Sacrilèges. Auto-édition, Argenton-L’Eglise, 1983.

Articles
- « La Volonté de venger Mussat », Les Œuvres libres, nouvelle série no 104,‎ janvier 1955, p. 185–210.
- « L'Évolution de la femme en Afrique noire d'influence française : le mouvement d'émancipation contemporaine », Cahiers français, Paris, vol. XXXXIX,‎ avril 1960.